# Johann Jacob Cordes
Johann Jacob Cordes (* 2. März 1880 in Steinkirchen; † 1. Mai 1976 in Bremervörde) war ein deutscher Lehrer und Heimatforscher.

## Biografie
Cordes war der Sohn eines Bauern. Er besuchte das Lehrerseminar in Bederkesa. Ab 1904 war er Lehrer in Bremerhaven. Von 1927 bis 1933 leitete er den Lehrerverein in Bremerhaven. Von den Nazis wurde er 1934 in den Ruhestand versetzt. Nach 1945 war er wieder als Lehrer und als Rektor der Zwinglischule in Bremerhaven tätig. 1947 trat er in den Ruhestand.
Cordes war seit 1905 Mitglied der Vereinigung der Männer vom Morgenstern – Heimatbund an Elb- und Wesermündung und von 1945 bis 1952 Vorsitzender des Vereins, den er nach dem Zweiten Weltkrieg wieder aufbaute. 1947 betrieb der Verein die Neugründung des Morgensternmuseums in Bremerhaven.  Zudem war er von 1945 bis 1952 Vorsitzender des Bauernhausvereins Lehe, der das Freilichtmuseum in Bremerhaven-Speckenbüttel betrieb. Ab 1946 war er Heimatpfleger des Landkreises Wesermünde und 1949 bis 1961 auch Ortsheimatpfleger für Bremerhaven.
Cordes erhielt 1975 den Hermann-Allmers-Preis für Heimatforschung.